# Michael Steele (Politiker)

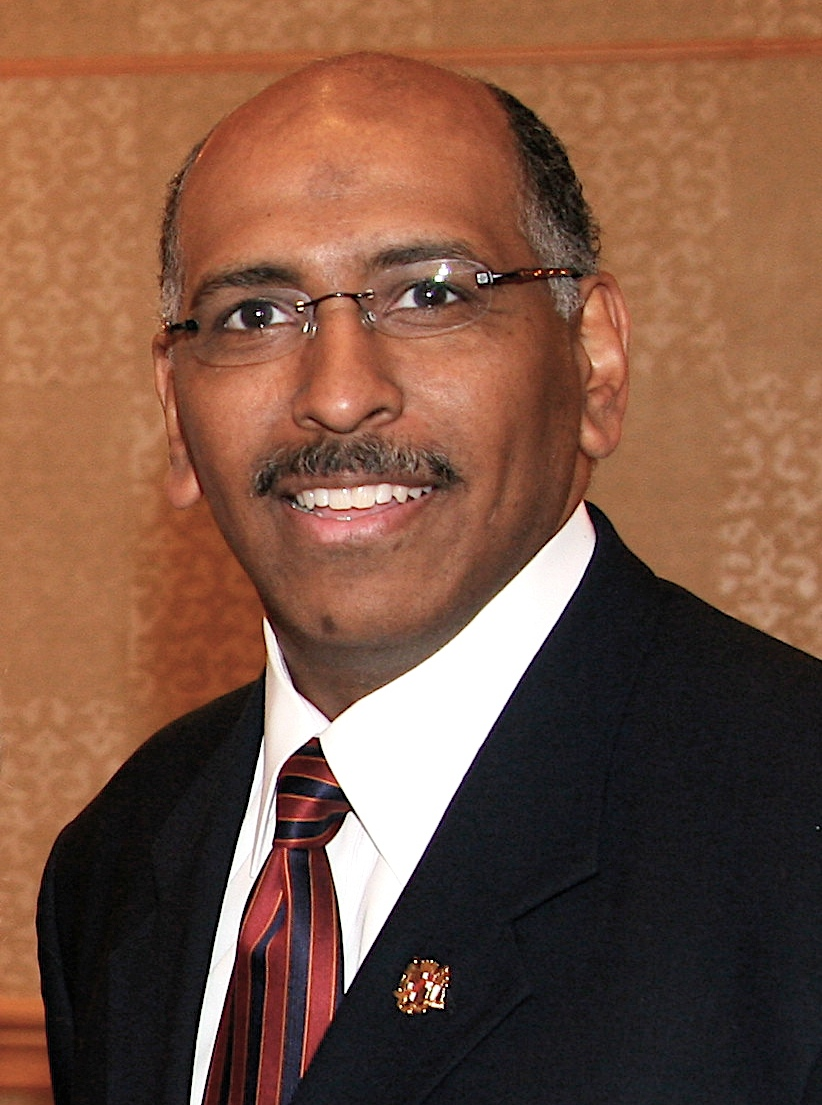
Michael Steele (2008)

Michael Stephen Steele (* 19. Oktober 1958 auf der Andrews Air Force Base, Maryland) ist ein US-amerikanischer Politiker. Er war von 2009 bis 2011 Vorsitzender des Republican National Committee, der Partei-Organisation der Republikaner. Steele war der erste Afroamerikaner in diesem Amt.
Steele wurde 1958 auf der Andrews Air Force Base im Prince George’s County geboren und wuchs in Washington, D.C. auf. Er erhielt ein Stipendium zum Studium an der Johns Hopkins University und schloss 1981 mit einem Bachelor-Grad in internationalen Beziehungen ab. Ursprünglich die Priesterschaft anstrebend, verbrachte er drei Jahre in einem Seminar des Augustinerordens in Pennsylvania. Steele entschied sich jedoch für eine juristische Karriere und studierte an der Georgetown University, an deren Law Center er 1991 sein Studium mit einem Juris Doctor abschloss.
Von 2003 bis 2007 war er Vizegouverneur von Maryland. Steele war der erste Republikaner in diesem Amt. Steele ist verheiratet und hat zwei Söhne.
2009 wurde Steele zum Vorsitzenden des Republican National Committee gewählt. Im Januar 2011 trat er zur Wiederwahl an und traf auf vier gegnerische Kandidaten. Dabei konnte Steele im ersten Wahldurchgang noch 44 von 168 Stimmen auf sich vereinigen, womit er zu diesem Zeitpunkt nur eine Stimme hinter dem führenden Reince Priebus zurücklag. In den folgenden Wahlgängen sank die Zahl von Steeles Wählern aber jeweils ab; in der vierten Runde erhielt er nur noch 28 Stimmen. Daraufhin zog er als erster der fünf Bewerber seine Kandidatur zurück; Reince Priebus wurde dann im siebten Wahlgang zu seinem Nachfolger gewählt.
Am 20. Oktober 2020 gab Steele seine Unterstützung (Endorsement) für Joe Biden bei der Präsidentschaftswahl 2020 bekannt.